# Eleccions municipals a Bétera
Resum de les Eleccions municipals a Bétera en el període democràtic i els seus resultats detallats per partit.

## Evolució
L'evolució en el repartiment dels regidors per partits polítics des de les eleccions municipals de 1979 és la següent: 
| Evolució del nombre de regidors per candidatura |      |      |      |      |      |      |      |      |      |      |      |
| Candidatura / Any                               | 1979 | 1983 | 1987 | 1991 | 1995 | 1999 | 2003 | 2007 | 2011 | 2015 | 2019 |
| UCD                                             | 5    | -    | -    | -    | -    | -    | -    | -    | -    | -    | -    |
| PSPV-PSOE                                       | 7    | 10   | 8    | 3    | 3    | 3    | 3    | 4    | 3    | 3    | 3    |
| UPIB                                            | -    | -    | -    | 6    | 8    | 4    | 5    | 1    | 2    | 0    | -    |
| PCE/EUPV                                        | 1    | 0    | -    | 0    | 1    | 1    | 1    | 1    | 0    | 0    | 0    |
| AP/PP                                           | -    | 3    | 3    | 1    | 4    | 5    | 5    | 7    | 10   | 6    | 4    |
| UV                                              | -    | *    | 2    | 1    | 1    | 3    | 2    | 1    | -    | -    | -    |
| BLOC/Compromís                                  | -    | -    | -    | -    | -    | 1    | 1    | 1    | 3    | 6    | 6    |
| Ciutadans                                       | -    | -    | -    | -    | -    | -    | -    | -    | 0    | 2    | 3    |
| ABC/Podem                                       | -    | -    | -    | -    | -    | -    | -    | -    | -    | 1    | 0    |
| CUBE, CAMARENA, TRNC                            | -    | -    | -    | -    | -    | -    | -    | 2    | 3    | 3    | 4    |
| CIA                                             | -    | -    | -    | 2    | -    | -    | -    | -    | -    | -    | -    |
| Vox                                             | -    | -    | -    | -    | -    | -    | -    | -    | -    | -    | 1    |
| TOTAL                                           | 13   | 13   | 13   | 13   | 17   | 17   | 17   | 17   | 21   | 21   | 21   |

## Resultats detallats

### 1931
| Candidatura | Candidatura           | Cap de llista | Vots | Regidors | % vots |
| ----------- | --------------------- | ------------- | ---- | -------- | ------ |
|             | Candidats monàrquics  | -             | 505  | 8 / 12   | ND     |
|             | Candidats republicans | -             | 116  | 4 / 12   | ND     |
|             | En blanc              |               | 2    | -        | n/a    |
|             | Nuls                  |               | ND   | -        | ND     |
| Total       | Total                 | 621           | 621  | 12       | ND     |

- Fonts[8][9]

Tot hi haver després de les eleccions municipals espanyoles de 1931 una majoria monàrquica segons la premsa de l'època, els documents posteriors de 1937 reflecteixen la següent composició de l'ajuntament, sense cap representant monàrquic o republicà de dretes. També es mostra com des del primer moment (1931) l'alcalde va ser Vicente Ten Navarro, dels candidats republicans.

### 1936
| Partit | Partit                            | Partit | Regidors |
| ------ | --------------------------------- | ------ | -------- |
|        | Confederació Nacional del Treball | CNT    | 3 / 12   |
|        | Unió General de Treballadors      | UGT    | 3 / 12   |
|        | Partit Comunista d'Espanya        | PCE    | 2 / 12   |
|        | Partit Socialista Obrer Espanyol  | PSOE   | 1 / 12   |
|        | Esquerra Valenciana               | EV     | 1 / 12   |
|        | Izquierda Republicana             | IR     | 1 / 12   |
|        | Federació Anarquista Ibèrica      | FAI    | 1 / 12   |

### 1979
| Candidatura | Candidatura                                     | Cap de llista            | Vots  | Regidors | % vots |
| ----------- | ----------------------------------------------- | ------------------------ | ----- | -------- | ------ |
|             | Partit Socialista del País Valencià-PSOE (PSOE) | Vicente Cremades Alcácer | 2.241 | 7 / 13   | 52,01% |
|             | Unió de Centre Democràtic (UCD)                 | Rafael Ricart Baudés     | 1.734 | 5 / 13   | 40,24% |
|             | Partit Comunista d'Espanya (PCE)                | Ángel Martínez Muñoz     | 334   | 1 / 13   | 7,75%  |
|             | En blanc                                        |                          | 13    | -        | 0,3%   |
|             | Nuls                                            |                          | ND    | -        | ND     |
| Total       | Total                                           | 4.404                    | 4.404 | 13       | 74,5%  |

- Fonts[10]

### 1983
| Candidatura | Candidatura                                                           | Cap de llista                | Vots  | Regidors | % vots |
| ----------- | --------------------------------------------------------------------- | ---------------------------- | ----- | -------- | ------ |
|             | Partit Socialista del País Valencià-PSOE (PSOE)                       | Vicente Cremades Alcácer     | 3.323 | 10 / 13  | 69,90% |
|             | Aliança Popular-Partit Demòcrata Popular-Unió Liberal-Unió Valenciana | María Elena Fernández Campos | 1.213 | 3 / 13   | 25,52% |
|             | Partit Comunista d'Espanya (PCE-PCPV)                                 | ND                           | 218   | 0 / 13   | 4,59%  |
|             | En blanc                                                              |                              | 114   | -        | 2,3%   |
|             | Nuls                                                                  |                              | ND    | -        | ND     |
| Total       | Total                                                                 | 4.906                        | 4.906 | 13       | 77,1%  |

- Fonts[11]

### 1987
| Candidatura | Candidatura                                     | Cap de llista            | Vots  | Regidors | % vots |
| ----------- | ----------------------------------------------- | ------------------------ | ----- | -------- | ------ |
|             | Partit Socialista del País Valencià-PSOE (PSOE) | Vicente Cremades Alcácer | 2.946 | 8 / 13   | 58,56% |
|             | Federación de Partidos de Alianza Popular (AP)  | Vicente Sesé Doménech    | 1.020 | 3 / 13   | 20,27% |
|             | Unió Valenciana (UV)                            | José Broseta Segura      | 965   | 2 / 13   | 19,18% |
|             | Coalició Electoral Valenciana (CEV)             | Vicente Bergara Navarro  | 100   | 0 / 13   | 1,99%  |
|             | En blanc                                        |                          | 115   | -        | 2,2%   |
|             | Nuls                                            |                          | ND    | -        | ND     |
| Total       | Total                                           | 5.237                    | 5.237 | 13       | 78,7%  |

- Fonts[12]

### 1991
| Candidatura | Candidatura                                      | Cap de llista             | Vots  | Regidors | % vots |
| ----------- | ------------------------------------------------ | ------------------------- | ----- | -------- | ------ |
|             | Unió i Progrés Independent de Bétera (UPIB)      | Vicente Cremades Alcácer  | 2.070 | 6 / 13   | 38,90% |
|             | Partit Socialista del País Valencià-PSOE (PSOE)  | José Campos Pérez         | 1.086 | 3 / 13   | 20,41% |
|             | Candidatura Independent a l'Ayuntament (CIA)     | Alfredo Pertegaz Belmonte | 763   | 2 / 13   | 14,34% |
|             | Partit Popular de la Comunitat Valenciana (PPCV) | Rafael Ricart Baudés      | 554   | 1 / 13   | 10,41% |
|             | Unió Valenciana-Independents-Centristes (UV-CCV) | José Manuel Aloy Asensi   | 528   | 1 / 13   | 9,92%  |
|             | Esquerra Unida del País Valencià (EU)            | Francisco Heliodoro Pous  | 321   | 0 / 13   | 6,03%  |
|             | En blanc                                         |                           | 53    | -        | 1%     |
|             | Nuls                                             |                           | ND    | -        | ND     |
| Total       | Total                                            | 5.401                     | 5.401 | 13       | 74,7%  |

- Fonts[13]

### 1995
| Candidatura | Candidatura                                      | Cap de llista            | Vots  | Regidors | % vots |
| ----------- | ------------------------------------------------ | ------------------------ | ----- | -------- | ------ |
|             | Unió i Progrés Independent de Bétera (UPIB)      | Vicente Cremades Alcácer | 3.096 | 8 / 17   | 44,47% |
|             | Partit Popular de la Comunitat Valenciana (PPCV) | Vicente Sesé Doménech    | 1.387 | 4 / 17   | 19,92% |
|             | Partit Socialista del País Valencià-PSOE (PSOE)  | José Campos Pérez        | 1.258 | 3 / 17   | 18,07% |
|             | Unió Valenciana-Independents-Centristes (UV-CCV) | José Manuel Aloy Asensi  | 684   | 1 / 17   | 9,82%  |
|             | Esquerra Unida-Els Verds (EU-EV)                 | M. Pilar Bengochea Boix  | 537   | 1 / 17   | 7,71%  |
|             | En blanc                                         |                          | 85    | -        | 1,2%   |
|             | Nuls                                             |                          | ND    | -        | ND     |
| Total       | Total                                            | 7.091                    | 7.091 | 17       | 80,7%  |

- Fonts[14]

### 1999
| Candidatura | Candidatura                                      | Cap de llista               | Vots  | Regidors | % vots |
| ----------- | ------------------------------------------------ | --------------------------- | ----- | -------- | ------ |
|             | Partit Popular de la Comunitat Valenciana (PPCV) | José Grande Sánchez         | 2.262 | 5 / 17   | 31,11% |
|             | Unió i Progrés Independent de Bétera (UPIB)      | Amparo Doménech Palau       | 1.622 | 4 / 17   | 22,31% |
|             | Unió Valenciana (UV)                             | José Manuel Aloy i Asensi   | 1.304 | 3 / 17   | 17,93% |
|             | Partit Socialista del País Valencià-PSOE (PSOE)  | José Antonio Reig Guadalupe | 1.132 | 3 / 17   | 15,57% |
|             | Bloc Nacionalista Valencià-Els Verds             | Ramon Asensi i Asensi       | 547   | 1 / 17   | 7,52%  |
|             | Esquerra Unida del País Valencià (EUPV)          | Francisco Heliodoro Pous    | 404   | 1 / 17   | 5,56%  |
|             | En blanc                                         |                             | 140   | -        | 1,9%   |
|             | Nuls                                             |                             | ND    | -        | ND     |
| Total       | Total                                            | 7.488                       | 7.488 | 17       | 70%    |

- Fonts[15]

### 2003
| Candidatura | Candidatura                                      | Cap de llista              | Vots  | Regidors | % vots |
| ----------- | ------------------------------------------------ | -------------------------- | ----- | -------- | ------ |
|             | Partit Popular de la Comunitat Valenciana (PPCV) | José Manuel Aloy Martínez  | 2.859 | 5 / 17   | 31,48% |
|             | Unió i Progrés Independent de Bétera (UPIB)      | Amparo Doménech Palau      | 2.391 | 5 / 17   | 26,32% |
|             | Partit Socialista del País Valencià-PSOE (PSOE)  | José Carlos Tortola Solera | 1.485 | 3 / 17   | 16,35% |
|             | Unió Valenciana (UV)                             | Felipe Sandiego Campos     | 1.062 | 2 / 17   | 11,69% |
|             | Bloc Nacionalista Valencià-Esquerra Verda        | Joan Josep Baudés Llistó   | 720   | 1 / 17   | 7,93%  |
|             | Esquerra Unida - L'Entesa (ENTESA)               | Josep Manel Gil Camps      | 566   | 1 / 17   | 6,23%  |
|             | En blanc                                         |                            | 150   | -        | 1,6%   |
|             | Nuls                                             |                            | ND    | -        | ND     |
| Total       | Total                                            | 9.280                      | 9.280 | 17       | 72,3%  |

- Fonts[16]

### 2007
| Candidatura | Candidatura                                      | Cap de llista             | Vots   | Regidors | % vots |
| ----------- | ------------------------------------------------ | ------------------------- | ------ | -------- | ------ |
|             | Partit Popular de la Comunitat Valenciana (PPCV) | José Manuel Aloy Martínez | 3.948  | 7 / 17   | 38,66% |
|             | Partit Socialista del País Valencià-PSOE (PSOE)  | Amparo Doménech Palau     | 2.005  | 4 / 17   | 19,64% |
|             | Ciudadanos de Urbanizaciones de Bétera (CUBE)    | Manuel Chover Lara        | 1.039  | 2 / 17   | 10,18% |
|             | Bloc Nacionalista Valencià-Els Verds             | Joan Josep Baudés Llistó  | 767    | 1 / 17   | 7,51%  |
|             | Unió i Progrés Independent de Bétera (UPIB)      | José María Martí Granell  | 741    | 1 / 17   | 7,26%  |
|             | Acord Municipal d'Esquerres i Ecologista (EUPV)  | Neus Sánchez Quilis       | 693    | 1 / 17   | 6,79%  |
|             | Unió Valenciana-Els Verds Ecopacifistes (UV-LVE) | José Manuel Aloy Asensi   | 551    | 1 / 17   | 5,40%  |
|             | Partido Independiente de Bétera (PIBET)          | Juan Vicente Pià García   | 404    | 0 / 17   | 3,96%  |
|             | Coalició Valenciana (CVa)                        | Luis Martínez Herranz     | 63     | 0 / 17   | 0,62%  |
|             | En blanc                                         |                           | 169    | -        | 1,6%   |
|             | Nuls                                             |                           | ND     | -        | ND     |
| Total       | Total                                            | 10.444                    | 10.444 | 17       | 70,5%  |

- Fonts[17]

### 2011
| Candidatura | Candidatura                                      | Cap de llista                | Vots   | Regidors | % vots |
| ----------- | ------------------------------------------------ | ---------------------------- | ------ | -------- | ------ |
|             | Partit Popular de la Comunitat Valenciana (PPCV) | Germán Cotanda Gil           | 4.040  | 10 / 21  | 36,58% |
|             | Coalició Compromís                               | Cristina Alemany Campos      | 1.495  | 3 / 21   | 13,54% |
|             | Partit Socialista del País Valencià-PSOE (PSOE)  | Pilar Ros Sánchez            | 1.311  | 3 / 21   | 11,87% |
|             | Partido Mas Camarena                             | Salvador Beltrán Talamantes  | 1.133  | 2 / 21   | 10,26% |
|             | Unió i Progrés Independent de Bétera (UPIB)      | José María Martí Granell     | 1.080  | 2 / 21   | 9,78%  |
|             | Ciudadanos de Urbanizaciones de Bétera (CUBE)    | Manuel Chover Lara           | 681    | 1 / 21   | 6,17%  |
|             | Esquerra Unida del País Valencià (EUPV)          | Francesc Josep Navarro Gámez | 381    | 0 / 21   | 3,45%  |
|             | Unió Progrés i Democràcia (UPyD)                 | José Javier Llueca Molina    | 353    | 0 / 21   | 3,20%  |
|             | Partido Independiente de Bétera (PIBET)          | Juan Vicente Pià García      | 227    | 0 / 21   | 2,06%  |
|             | Units per València (UxV)                         | José Manuel Aloy Asensi      | 201    | 0 / 21   | 1,82%  |
|             | Unión Ciudadanos de Bétera (UCBET)               | Vicente García Escribá       | 95     | 0 / 21   | 0,86%  |
|             | Ciutadans-Partit de la Ciutadania (C's)          | José Luis Pamplona Pamplona  | 46     | 0 / 21   | 0,42%  |
|             | En blanc                                         |                              | 213    | -        | 1,9%   |
|             | Nuls                                             |                              | ND     | -        | ND     |
| Total       | Total                                            | 11.397                       | 11.397 | 21       | 71,3%  |

- Fonts[18]

### 2015
| Candidatura | Candidatura                                      | Cap de llista                | Vots   | Regidors | % vots |
| ----------- | ------------------------------------------------ | ---------------------------- | ------ | -------- | ------ |
|             | Coalició Compromís                               | Cristina Alemany Campos      | 2.671  | 6 / 21   | 23,07% |
|             | Partit Popular de la Comunitat Valenciana (PPCV) | Germán Cotanda Gil           | 2.512  | 6 / 21   | 21,70% |
|             | Coalició Mas Camarena-CUBE                       | Salvador Beltrán Talamantes  | 1.633  | 3 / 21   | 14,11% |
|             | Partit Socialista del País Valencià-PSOE (PSOE)  | Juan Zaragoza Navarro        | 1.324  | 3 / 21   | 11,44% |
|             | Ciutadans-Partit de la Ciutadania                | Pedro Gallén López           | 1.256  | 2 / 21   | 10,85% |
|             | Asamblea Bétera Ciudadana (ABeC)                 | Augusto Sevilla Vizcaíno     | 666    | 1 / 21   | 5,75%  |
|             | EUPV-EVPV: Acord Ciutadà                         | Luis Enrique Poveda Amores   | 545    | 0 / 21   | 4,71%  |
|             | Unió i Progrés Independent de Bétera (UPIB)      | Josep Enric Alcácer i Asensi | 505    | 0 / 21   | 4,36%  |
|             | Unió Progrés i Democràcia (UPyD)                 | David Aloy Martín            | 465    | 0 / 21   | 4,02%  |
|             | En blanc                                         |                              | 174    | -        | 1,5%   |
|             | Nuls                                             |                              | ND     | -        | ND     |
| Total       | Total                                            | 11.892                       | 11.892 | 21       | 69,08% |

- Fonts[19]

| Investidura |                                     |                    |                    |
| Data        | Data                                | 13 de juny de 2015 | 13 de juny de 2015 |
| Majoria     | Majoria                             | 11 regidors        | 11 regidors        |
|             | Cristina Alemany Campos (Compromís) | 13 / 21            | 1                  |
|             | Germán Cotanda Gil (PP)             | 6 / 21             | N                  |
|             | Pedro Gallén López (C's)            | 1 / 21             | N                  |
|             | En blanc                            | 1 / 21             | 1 / 21             |
|             | Absents                             | 0 / 21             | 0 / 21             |
| Fonts:      |                                     |                    |                    |

### 2019
| Candidatura | Candidatura                                      | Cap de llista                  | Vots   | Regidors | % vots |
| ----------- | ------------------------------------------------ | ------------------------------ | ------ | -------- | ------ |
|             | Coalició Compromís                               | Cristina Alemany Campos        | 3.097  | 6 / 21   | 27,02% |
|             | Partit Popular de la Comunitat Valenciana (PPCV) | Maria Elia Verdevío Escrivá    | 2.064  | 4 / 21   | 18,01% |
|             | Coalició Mas Camarena-Torre en Conill            | Carlos Abad Palomar            | 2.012  | 4 / 21   | 17,55% |
|             | Partit Socialista del País Valencià-PSOE (PSOE)  | María José Ballesteros Margaix | 1.421  | 3 / 21   | 12,40% |
|             | Ciutadans-Partit de la Ciutadania                | Eva Pilar Martínez Cano        | 1.399  | 3 / 21   | 12,21% |
|             | Vox                                              | Fidel Valcarce Blanco          | 920    | 1 / 21   | 8,03%  |
|             | Podem-Esquerra Unida del País Valencià           | Augusto Sevilla Vizcaíno       | 479    | 0 / 21   | 4,18%  |
|             | En blanc                                         |                                | 70     | -        | 0,61%  |
|             | Nuls                                             |                                | 66     | -        | 0,57%  |
| Total       | Total                                            | 11.528                         | 11.528 | 21       | 64,09% |

- Fonts[21]

| Investidura |                                            |                    |                    |
| Data        | Data                                       | 15 de juny de 2019 | 15 de juny de 2019 |
| Majoria     | Majoria                                    | 11 regidors        | 11 regidors        |
|             | María Elia Verdevío Escrivá (PP)           | 11 / 21            | 1                  |
|             | Cristina Alemany Campos (Compromís)        | 6 / 21             | N                  |
|             | María José Ballesteros Margaix (PSPV-PSOE) | 3 / 21             | N                  |
|             | En blanc                                   | 1 / 21             | 1 / 21             |
|             | Absents                                    | 0 / 21             | 0 / 21             |
| Fonts:      |                                            |                    |                    |